# 森兼道

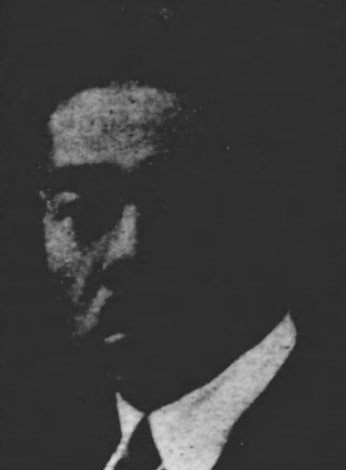
森兼道

森 兼道（もり かねみち / けんどう、1887年（明治20年）12月11日 - 1981年（昭和56年）1月29日）は、日本の弁護士、警察官、政治家。衆議院議員。

## 経歴
鹿児島県 姶良郡、後の帖佐村（帖佐町、姶良町を経て現姶良市）で、森兼友の七男として生まれる。1922年（大正11年）日本大学専門部法律家を卒業した。警視庁巡査、警部補を務め、1923年（大正12年）弁護士を開業した。
本所区会議員、東京市会議員、同参事会員、同学務委員、同財政調査会長などを務めた。1936年（昭和11年）2月、 第19回衆議院議員総選挙に東京府第4区から立憲民政党所属で出馬して当選し、衆議院議員を1期務めた。
戦後に帰郷して、鹿児島県弁護士会長、鹿児島地方裁判所調停員、鹿児島家庭裁判所調停員を務めた。
1981年1月、老衰のため鹿児島県姶良郡姶良町（現:姶良市）の自宅で死去した。